# Ayapa, Honduras
Ayapa är en ort i Honduras.   Den ligger i Departamento de Yoro, i den centrala delen av landet, 110 km norr om huvudstaden Tegucigalpa. Ayapa ligger 748 meter över havet och antalet invånare är 1 559.